# Carangoides ciliarius
Carangoides ciliarius är en fiskart som först beskrevs av Rüppell, 1830.  Carangoides ciliarius ingår i släktet Carangoides och familjen taggmakrillfiskar. Inga underarter finns listade.